# Casa Falgueras
La Casa Falgueras és un edifici entre mitgeres situat al nucli urbà d'Hostalric (Selva). Concretament es troba al número 59 del carrer Major, fent cantonada amb la plaça de la Vila. És una obra inclosa en l'Inventari del Patrimoni Arquitectònic de Catalunya.

## Descripció
L'edifici, d'estructura rectangular allargada (és un "tub", en paraules de la mateixa propietària), té planta baixa, dos pisos i golfes, i està cobert per un teulat a quatre vessants, interromput per un terrat i un petit altell (tots dos al costat dret). A la façana principal (que dona a la plaça de la Vila), trobem, a la planta baixa, una porta d'entrada en arc de mig punt format per dovelles de pedra, al centre, que queda flanquejada a l'esquerra per dues finestres amb llinda monolítica, brancals de carreus de pedra i ampit també de pedra; i una obertura a manera d'arcada, inexistent abans de la restauració de 1976-1978.

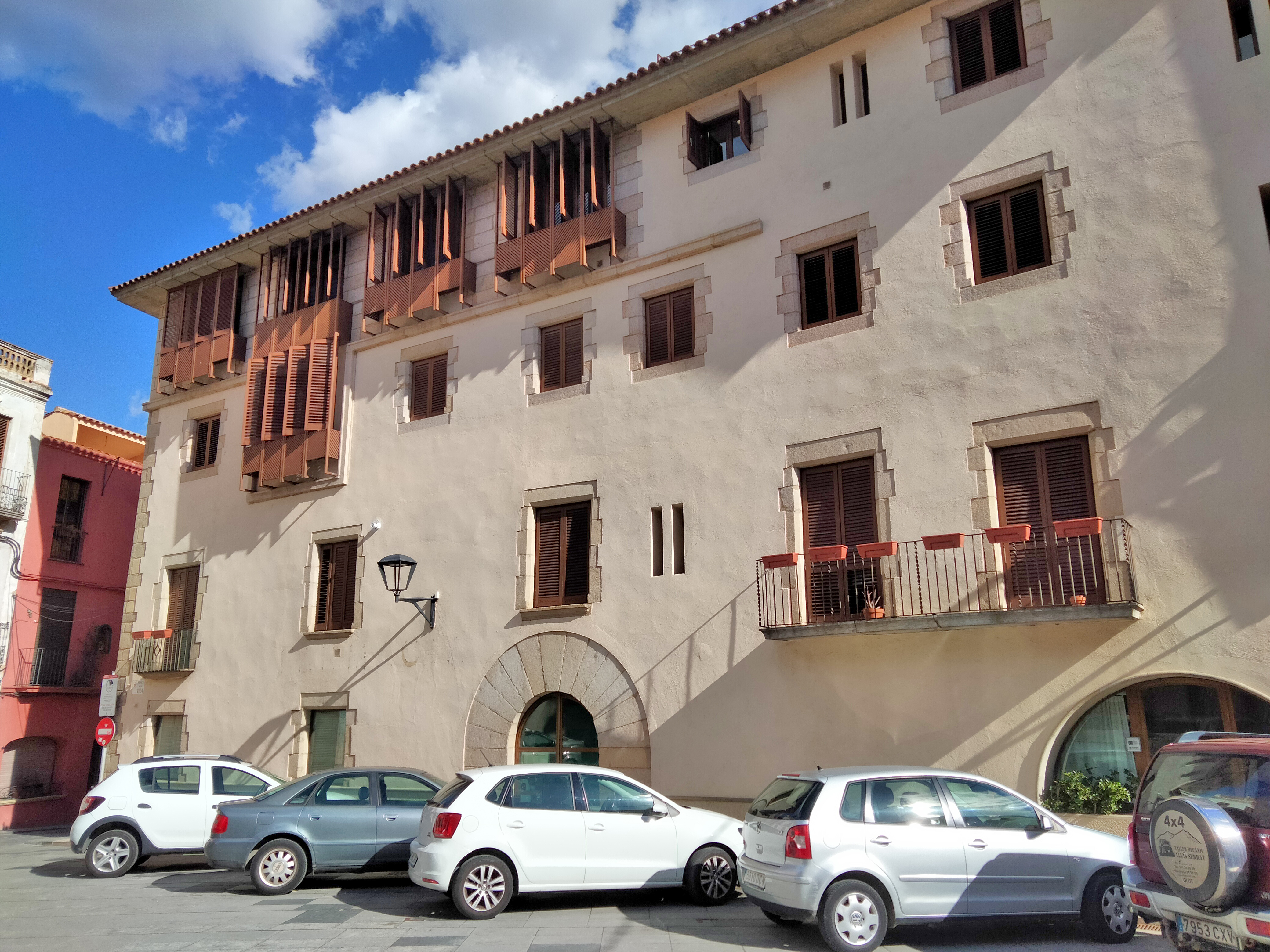
Façana de la plaça de la Vila

A la planta baixa s'hi trobava ubicada una farmàcia, negoci dels propietaris de la casa. Al primer pis, sobre la porta en arc de mig punt format per dovelles, una finestra amb llinda monolítica, brancals de carreus de pedra i ampit de pedra. Al costat dret d'aquesta finestra, hi ha dues petites obertures rectangulars verticals; i un balcó que ja existia abans de la restauració, amb la llosana de pedra i la barana de ferro forjat, al que s'hi pot accedir a través de dues obertures amb llinda monolítica i brancals de carreus de pedra. Al costat dret del balcó, dues obertures rectangulars iguals que les anteriorment descrites. Al costat esquerre de la finestra, una altra finestra d'iguals característiques, però lleugerament més petita, i un balcó petit, amb llosana de pedra protegit per una barana de ferro forjat, i obertura d'accés amb llinda monolítica i brancals amb carreus de pedra.
Al segon pis, set finestres, de les quals sis amb llinda monolítica, brancals de carreus de pedra i ampit també de pedra, i una d'amagada per llistons i gelosies, seguint l'estructura de les finestres del costat esquerre de les golfes. Aquesta finestra amb gelosies, és la segona obertura començant a comptar des del costat esquerre de la façana. Una motllura que separa la segona planta de les golfes, descendeix fins al segon pis per a resseguir aquesta finestra pel lateral esquerre, la part inferior i el lateral dret, i continua de nou per sota les finestres amb gelosies, i s'interromp quan aquest grup de finestres s'acaba. A les golfes, quatre finestres amb gelosies i llistons de fusta, que recorden a unes golfes medievals. Al costat, dues finestres petites amb llinda monolítica i brancals de carreus de pedra, entre les quals hi ha dues petites obertures rectangulars verticals.

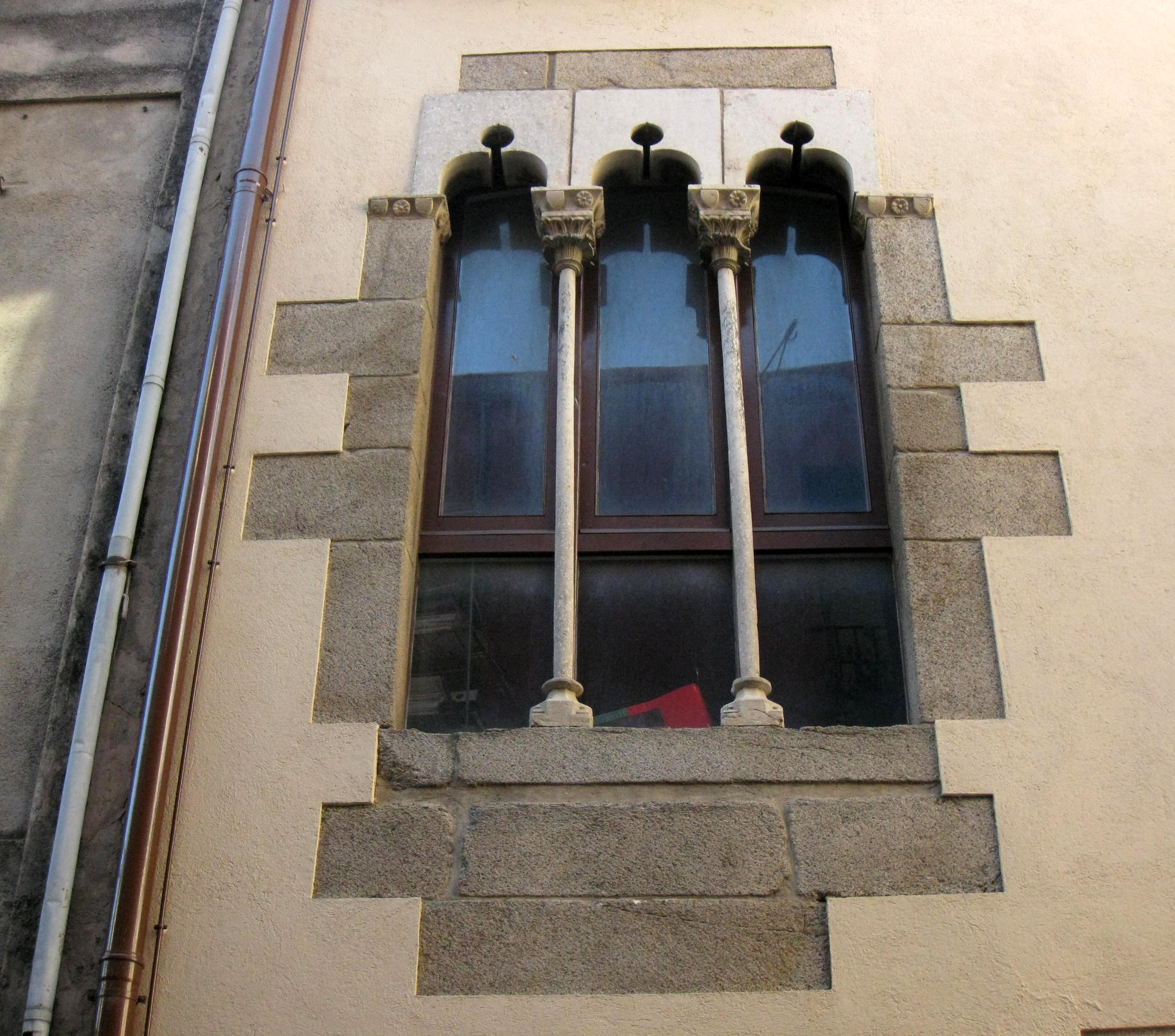
Finestra gòtica del carrer Major

Totes les obertures dels pisos i part de les golfes (excepte la de les gelosies) queden tancades per porticons amb llistons de fusta. A la façana del carrer Major trobem, a la planta baixa, una porta d'entrada, amb llinda monolítica i brancals de carreus de pedra, i al costat, una finestra en arc rebaixat format per dovelles i carreus de pedra als brancals. Al primer pis destaca un finestral gòtic triforat, en arcs trevolats separats per dues fines columnes amb capitell (amb un escut i una flor) i base. Les impostes presenten els mateixos elements decoratius que els dos capitells. Els brancals del finestral són de carreus de pedra. L'ampit també és de pedra. Al segon pis i a les golfes, una finestra amb gelosies i llistons de fusta, igual que les que hi ha a la façana principal. Una motllura ressegueix la finestra del segon pis, i es perllonga per la façana i continua per la façana de la plaça de la Vila, com ja s'ha explicat. Les dues façanes estan arrebossades i pintades de color ocre, excepte en el tram de golfes de la façana principal (plaça de la Vila), on hi ha les obertures amb gelosies, que el mur és de carreus de pedra. A la cantonada, hi ha una cadena cantonera de carreus de pedra.

## Història
Durant la Guerra del Francès (1808-1814) Hostalric va tenir un important paper donant suport a l'entrada de queviures a la Girona assetjada i destorbant el pas a les tropes enemigues gràcies a la seva situació estratègica en una zona de pas. Per això als francesos els convenia prendre la vila. El primer atac va arribar el 7 de novembre del 1809 i només trobaren resistència a la Torre dels Frares i a l'església on un grup de gent s'hi havia fet fort. Alguns habitants es van poder refugiar al castell, d'altres van haver de fugir, ja que els francesos van cremar el poble.
L'antiga Casa Falgueras es va conservar en part, ja que abans ocupava tota l'illa. L'edifici fou restaurat per l'arquitecte Arcadi Pla entre els anys 1975-1978. En aquest moment es feu el tercer pis i es modificaren algunes obertures de la planta baixa. Els carrers Ravalet, Raval, Major i la plaça dels Bous són part del recorregut del Camí Ral. També es conserva una variant que segueix paral·lel a les muralles pel costat exterior i que fou utilitzat sobretot al segle xix. El Carrer Major s'estén des de la plaça dels Bous fins al Portal de Barcelona. Durant l'època de la República el carrer s'anomenà Prat de la Riba. El setembre del 1939 tornà al seu nom original. Al llarg del carrer s'hi troben diverses cases pairals, construïdes sobretot a finals del segle xix i principis del xx.